# ОАЭ на летних Олимпийских играх 2000
ОАЭ принимали участие в Летних Олимпийских играх 2000 года в Сиднее в пятый раз за свою историю. Как и на прошлых играх страну представляли 4 спортсмена.

## Состав олимпийской сборной ОАЭ

### Стрельба
Спортсменов — 1
После квалификации лучшие спортсмены по очкам проходили в финал, где продолжали с очками, набранными в квалификации. В некоторых дисциплинах квалификация не проводилась. Там спортсмены выявляли сильнейшего в один раунд.
Мужчины
| Спортсмен        | Соревнование | Квалификация | Место | Финал     | Место     | Всего | Место |
| ---------------- | ------------ | ------------ | ----- | --------- | --------- | ----- | ----- |
| Ахмед Аль-Мактум | Трап         | 111          | 18    | Не прошёл | Не прошёл | 111   | 18    |